# Nahuel Guzmán
Nahuel Guzmán, né le 10 février 1986 à Rosario dans la province de Santa Fe, est un footballeur international argentin qui évolue au poste de gardien de but au Tigres UANL.

## Biographie

### En club
Nahuel Guzmán fait ses débuts comme professionnel en août 2005 avec les Newell's Old Boys. Il joue ses premiers matchs lors de la saison suivante avant d'être prêté deux saisons au Independiente Rivadavia de Mendoza qui évolue en seconde division argentine. Il y trouve une place de titulaire indiscutable avant de retrouver son club formateur. En août 2012, l'entraîneur Gerardo Martino lui donne la place de titulaire à la place de Sebastián Peratta.
Le 19 juin 2013, Guzmán est sacré champion d'Argentine lors du Tournoi final. Il atteint les demi-finales de la Copa Libertadores 2013 mais s'incline contre l'Atlético Mineiro.
En 2014, il rejoint les Tigres UANL pour être le numéro un dans les cages mexicaines. Il est champion du Mexique lors du tournoi d'ouverture en 2015 et atteint la finale de la Copa Libertadores 2015, défait par le CA River Plate. Lors de la seconde partie de saison, le club atteint les quarts de finale du tournoi de clôture et la finale de la Ligue des champions, battu par le Club América.
Il est de nouveau champion du Mexique lors du tournoi d'ouverture 2016.

### En sélection
En 2003, Nahuel Guzmán fait partie de l'équipe d'Argentine des moins de 17 ans qui dispute le championnat du monde. Il ne joue toutefois aucun match lors du mondial junior organisé en Finlande.
Il joue son premier match avec la sélection lors d'un match amical en octobre 2014 en étant titulaire contre Hong Kong.
Il fait partie de la liste des 23 argentins sélectionnés lors de la Copa América en 2015 et 2016, où son équipe s'incline à chaque fois en finale lors de la séance de tirs au but.
Le 23 mai 2018, il est appelé par le sélectionneur Jorge Sampaoli pour figurer parmi les 23 Argentins sélectionnés pour la Coupe du monde de football 2018 à la suite de la blessure de Sergio Romero.

## Palmarès
Nahuel Guzmán est championnat d'Argentine en 2013 lors du tournoi final avec les Newell's Old Boys.
Parti au Tigres UANL, il est champion du Mexique à deux reprises lors des tournois d'ouverture en 2015 et 2016.
Sur le plan continental, il est finaliste de la Copa Libertadores en 2015 et de la Ligue des champions de la CONCACAF en 2016.
Avec l'Argentine, il est finaliste de la Copa América à deux reprises, en 2015 et 2016. 